# KiiiKiii
KiiiKiii (koreanisch 키이키이) ist eine südkoreanische Girlgroup, die 2025 von Starship Entertainment gegründet wurde. Die Gruppe besteht aus fünf Mitgliedern: Leesol, Sui, Jiyu, Haum und Kya. Sie debütierte am 24. März 2025 mit der EP Uncut Gem.

## Name
Der Name „KiiiKiii“ ist ein Wortspiel in Koreanisch und Englisch. Im Koreanischen steht „키키“ (kiki) für das Geräusch von Kichern, was eine fröhliche Atmosphäre vermitteln soll. Gleichzeitig erinnert der Name an das englische Wort „Key“ (Schlüssel), das symbolisieren soll, dass die Gruppe mit einem Lächeln den „Schlüssel“ zu den Antworten des Lebens findet.

## Karriere

### 2025: Debüt mitUncut Gem
Am 10. Februar 2025 kündigte Starship Entertainment die Gründung von KiiiKiii an und eröffnete offizielle Social-Media-Kanäle. Am 16. Februar erschien das Musikvideo zur Vorab-Single „I DO ME“, das in Neuseeland gedreht wurde. Es erreichte innerhalb von zwölf Stunden Platz eins der koreanischen YouTube-Trends.
Am 24. März 2025 veröffentlichte KiiiKiii die Debüt-EP Uncut Gem mit sechs Titeln. Am selben Tag erschien das Musikvideo zu „BTG“. Bereits am 5. April 2025 gewann die Gruppe ihren ersten Musikshow-Preis bei Show! Music Core mit „I DO ME“.
Am 24. April 2025 wurde der Name der offiziellen Fanbase bekanntgegeben: TiiiKiii. Zur Feier dieses Anlasses erschien ein weiteres Musikvideo zum Song „GROUNDWORK“.

## Mitglieder
| Künstlername | Koreanischer Name | Geburtsdatum | Positionen                                                   | Bild |
| ------------ | ----------------- | ------------ | ------------------------------------------------------------ | ---- |
| Leesol       | 이솔              | 18.09.2005   | Haupt-Rapperin, Sub-Vokalistin                               |      |
| Sui          | 수이              | 10.04.2006   | Haupt-Vokalistin                                             |      |
| Jiyu         | 지유              | 14.05.2006   | Leader, Lead-Rapperin, Lead-Tänzerin, Sub-Vokalistin, Visual |      |
| Haum         | 하음              | 14.11.2006   | Haupt-Tänzerin, Lead-Vokalistin                              |      |
| Kya          | 키야              | 18.12.2010   | Lead-Vokalistin, Sub-Rapperin, Maknae                        |      |

## Diskografie

### EPs
| Jahr                 | Titel Musiklabel   | Höchstplatzierung, Gesamtwochen, AuszeichnungChartplatzierungen (Jahr, Titel, Musiklabel, Platzierungen, Wochen, Auszeichnungen, Anmerkungen) | Höchstplatzierung, Gesamtwochen, AuszeichnungChartplatzierungen (Jahr, Titel, Musiklabel, Platzierungen, Wochen, Auszeichnungen, Anmerkungen) | Anmerkungen                         |
| Jahr                 | Titel Musiklabel   | KR | JP | Anmerkungen                         |
| -------------------- | ------------------ | --- | --- | ----------------------------------- |
| Südkoreanische Alben |                    | | |                                     |
|                      |                    | | |                                     |
| 2025                 | Uncut Gem Starship | KR1 (2 Wo.)KR | JP33 (4 Wo.)JP | Erstveröffentlichung: 24. März 2025 |

### Singles
| Jahr                 | Titel Musiklabel   | Höchstplatzierung, Gesamtwochen, AuszeichnungChartsChartplatzierungen (Jahr, Titel, Musiklabel, Platzierungen, Wochen, Auszeichnungen, Anmerkungen) | Anmerkungen                |
| Jahr                 | Titel Musiklabel   | KR | Anmerkungen                |
| -------------------- | ------------------ | --- | -------------------------- |
| Südkoreanische Alben |                    | |                            |
|                      |                    | |                            |
| 2025                 | Uncut Gem Starship | KR13 (… Wo.)KR | Erstveröffentlichung: 2025 |

## Musikvideos
- 2025: I Do Me
- 2025: Debut Song
- 2025: BTG
- 2025: Groundwork

## Werbung
Im April 2025 wurde KiiiKiii als erste Werbebotschafterin der Jugend-Finanzdienstleistung „KakaoBank Mini“ vorgestellt.